# اللهجة الشبوانية
إحدى لهجات جنوب الجزيرة العربية، وشبوة تقع جنوب اليمن.

## أولا: نطق الحروف
تنطق الحروف باللهجة الشبوانية كما هي باللغة العربية الفصحى

## ثانياً: الضمائر
كاف التأنيث :
وهي تبديل كاف التأنيث بحرف شين مثل احبش بمعنى احبكِ، فيش بمعنى فيكِ
إذا :
في اللهجة الشبوانية يقال (لا) أي (إذا) أو (لو) مثل (لا جاء محمد بقول له) أي (لو جاء محمد سأقول له)
نون النسوة :
```
سافرن، لبسن، طبخن، وهكذا
```

## ثالثاً: المفردات
هذه بعض المفردات الشبوانية ومعناها باللغة العربية الفصحى والتي قد تشارك بعض اللهجات العربية أو تتميز عنها ومع أن بعض المفردات الشبوانية تعتبر غريبة الا إن اكثرها كلمات عربية فصيحة.
وش أو ايش = بمعنى ماذا
هب = اذهب
وراك = مالك
اهّنا، اُهنيه، هنه = هنا
عيّن او خايل او شطي= القي نظرة
تبا ، تبون او احياناً بغيتوا =  تريد ، تريدون
خام = ليس جميل
شع، شف او تفكر = انظر
غبش = الصباح
عسٌر = شجاع
جحد = انكر
مطرح = قرية
مشتحن = زعلان
بطيت = تاخرت
واجد = كثير
تنشد = سأل
هرج = تكلم
زين = حلو
شين = سيء
حزيت !!! = تذكرت
حاذق، احمر عين = عاقل
شرد أو فر أو اقفى = هرب
ازقر، اقبض = امسك
ضاري = متعود
وش حولك  = ما دخلك
شور = رأي
بلا !!! = للتاكيد في اللهجة الشبوانية
رثيت = اشفقت
موتر = سيارة
يستانس = يتجرأ
بقعا = الدنيا
ماعل، مدري (لاعل ولا اعلم) ما دريت = لا ادري
حيد = جبل
كذا = هكذا
ذا = هذا
ذه = هذه
كما، كماك = مثل، مثلك
صنيف = خد